# Komarno-Kolonia

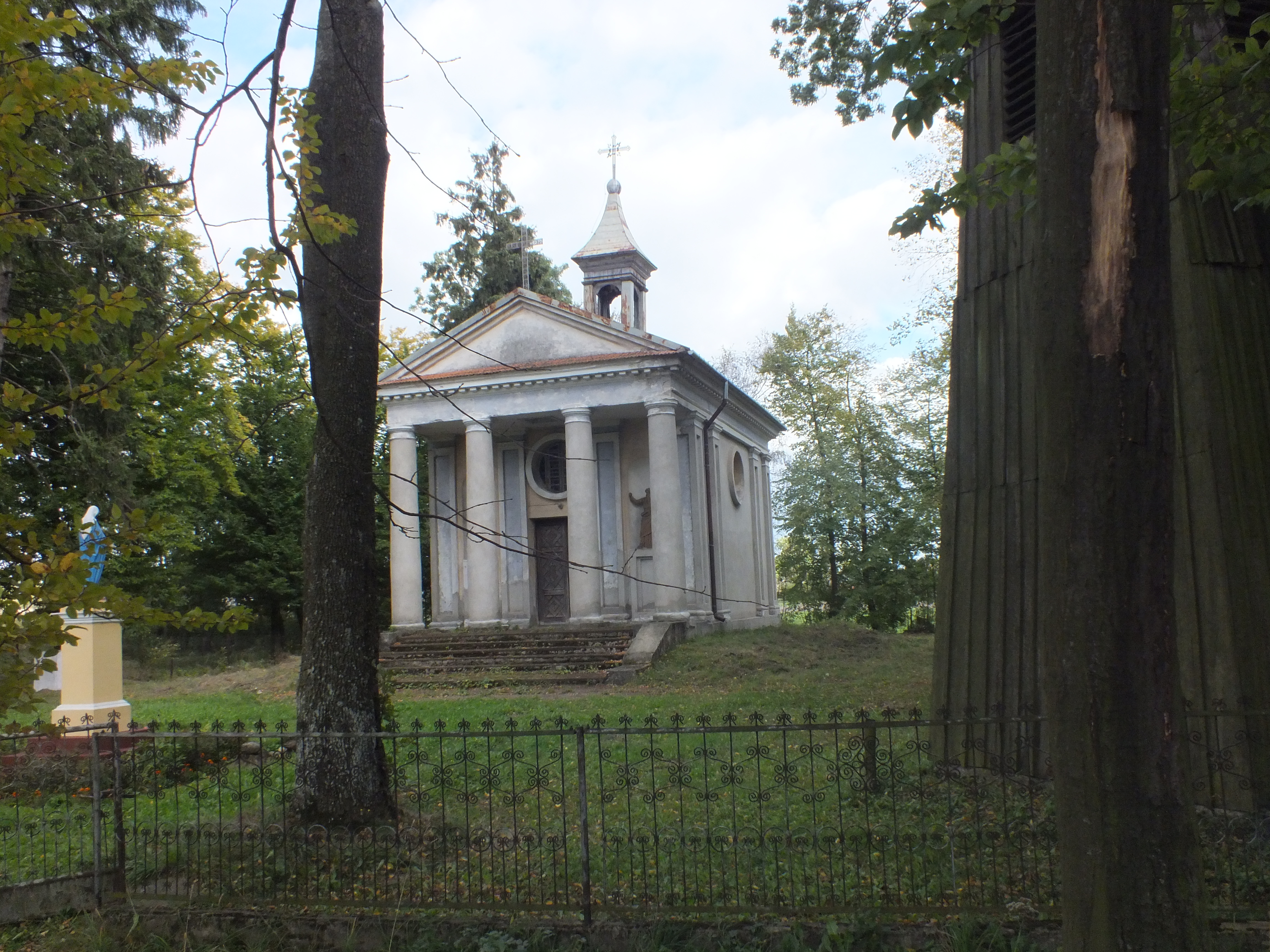
Komarno-Kolonia - Iglesia parroquial católica de San Estanislao, 1844.

Komarno-Kolonia [kɔˈmarnɔ kɔˈlɔɲUn] es un pueblo en el distrito administrativo de Gmina Konstantynów, dentro del Condado de Białun Podlaska, Voivodato de Lublin, en Polonia oriental.